# Óxido de estrôncio
Óxido de estrôncio (SrO) é formado pela reação de estrôncio metálico com oxigênio. A queima de estrôncio no ar resulta em óxido de estrôncio e nitreto de estrôncio, analogamente ao magnésio. Também é formado pela calcinação do carbonato de estrôncio (SrCO3). É um óxido fortemente básico.
Também pode ser denominado por estronciana.

## Usos
Cerca de 8% em massa dos tubos de vidro de televisores é composta por óxido de estrôncio, o que corresponde ao maior uso do metal deste 1970. Televisores a cores e outros aparelhos similares que tenham tubo de raios catódicos vendidos nos Estados Unidos são obrigados a conter estrôncio para bloquear emissões de raios X(Hoje em dia, esse tipo de aparelho não é mais produzido). (Óxido de chumbo também poderia ser usado,mas causa descoloração da imagem.)

## Reações
Estrôncio metálico é formado quando o óxido reage com alumínio no vácuo.